# Британська наукова асоціація
Британська наукова асоціація (англ. British Science Association; до 2009 року ― Британська асоціація сприяння розвитку науки; англ. British Association for the Advancement of Science) ― громадська організація, діяльність якої присвячена популяризації та розвитку науки.
Заснована 1831 року з ініціативи священика Вільяма Гаркорта (1789—1871), каноніка Йоркського собору, і фізика Девіда Брюстера на противагу елітарнішому Лондонському королівському товариству. Проводить щорічні виїзні конференції в англійських містах. У ХІХ столітті вони збирали понад 2000 учасників, стаючи визначими подіями наукового життя. Саме на одній з таких конференцій, що проходила в 1860 в Оксфорді, трапилася знаменита суперечка Томаса Гекслі і єпископа Семюела Вілберфорса з приводу походження людини.